# Davis Love III
Davis Milton Love III (Charlotte, 13 aprile 1964) è un golfista statunitense.
Tra il 1992 e il 2004 è stato per oltre 450 settimane tra i primi dieci giocatori dell'Official World Golf Rankings, raggiungendo la terza posizione come risultato migliore e diventando così uno dei giocatori più popolari del PGA Tour.
Nel 1997 ha vinto il PGA Championship, uno dei quattro tornei major del circuito.
Complessivamente in carriera ha vinto 34 tornei.

## Biografia
Davis Milton Love III è nato a Charlotte, nella Carolina del Nord, da Davis Love Jr. e sua moglie Helen, il giorno dopo che suo padre aveva gareggiato nel round finale del Masters Tournament del 1964. Suo padre, che era un ex istruttore di golf professionista e riconosciuto a livello nazionale, lo ha introdotto al gioco. Anche sua madre è un'appassionata giocatrice di golf con handicap basso. Suo padre rimase ucciso in un incidente aereo nel 1988.
Love ha frequentato il liceo a Brunswick, in Georgia, e si è diplomato alla Glynn Academy nel 1982. Ha giocato a golf al college presso l'Università della Carolina del Nord a Chapel Hill, dove ha partecipato tre volte alla All-American and all-Atlantic Coast Conference.

## Vittorie professionali (37)

### PGA Tour vittorie (21)
| Legenda                   |
| Tornei Major (1)          |
| Players Championships (2) |
| Altro PGA Tour (18)       |

| No. | Data              | Torneo                                | Punteggio di vittoria | To par                | Margine  | Secondo/i                                              |
| --- | ----------------- | ------------------------------------- | --------------------- | --------------------- | -------- | ------------------------------------------------------ |
| 1   | 19 aprile, 1987   | MCI Heritage Golf Classic             | 70-67-67-67=271       | −13                   | 1 colpo  | Steve Jones                                            |
| 2   | 19 agosto, 1990   | The International                     | 14 pts (8-0-15-14=14) | 14 pts (8-0-15-14=14) | 3 punti  | Steve Pate, Eduardo Romero, Peter Senior               |
| 3   | 21 aprile, 1991   | MCI Heritage Golf Classic (2)         | 65-68-68-70=271       | −13                   | 2 colpi  | Ian Baker-Finch                                        |
| 4   | 29 marzo, 1992    | The Players Championship              | 67-68-71-67=273       | −15                   | 4 colpi  | Ian Baker-Finch, Phil Blackmar, Nick Faldo, Tom Watson |
| 5   | 19 aprile, 1992   | MCI Heritage Golf Classic (3)         | 67-67-68-67=269       | −15                   | 4 colpi  | Chip Beck                                              |
| 6   | 26 aprile, 1992   | KMart Greater Greensboro Open         | 71-68-71-62=272       | −16                   | 6 colpi  | John Cook                                              |
| 7   | 10 gennaio, 1993  | Infiniti Tournament of Champions      | 67-67-69-69=272       | −16                   | 1 colpo  | Tom Kite                                               |
| 8   | 24 ottobre, 1993  | Las Vegas Invitational                | 67-66-67-65-66=331    | −29                   | 8 colpi  | Craig Stadler                                          |
| 9   | 2 aprile, 1995    | Freeport-McMoRan Classic              | 68-69-66-71=274       | −14                   | Playoff  | Mike Heinen                                            |
| 10  | 11 febbraio, 1996 | Buick Invitational                    | 66-70-69-64=269       | −19                   | 2 colpi  | Phil Mickelson                                         |
| 11  | 17 agosto, 1997   | PGA Championship                      | 66-71-66-66=269       | −11                   | 5 colpi  | Justin Leonard                                         |
| 12  | 5 ottobre, 1997   | Buick Challenge                       | 67-65-67-68=267       | −21                   | 4 colpi  | Stewart Cink                                           |
| 13  | 19 aprile, 1998   | MCI Classic (4)                       | 67-68-66-65=266       | −18                   | 7 colpi  | Glen Day                                               |
| 14  | 4 febbraio, 2001  | AT&T Pebble Beach National Pro-Am     | 71-69-69-63=272       | −16                   | 1 colpo  | Vijay Singh                                            |
| 15  | 9 febbraio, 2003  | AT&T Pebble Beach National Pro-Am (2) | 72-67-67-68=274       | −14                   | 1 colpo  | Tom Lehman                                             |
| 16  | 30 marzo, 2003    | The Players Championship (2)          | 70-67-70-64=271       | −17                   | 6 colpi  | Jay Haas, Pádraig Harrington                           |
| 17  | 20 aprile, 2003   | MCI Heritage (5)                      | 66-69-69-67=271       | −13                   | Playoff  | Woody Austin                                           |
| 18  | 10 agosto, 2003   | The International (2)                 | 46 pts (19-17-5-5=46) | 46 pts (19-17-5-5=46) | 12 punti | Retief Goosen, Vijay Singh                             |
| 19  | 8 ottobre, 2006   | Chrysler Classic of Greensboro (2)    | 69-69-68-66=272       | −16                   | 2 colpi  | Jason Bohn                                             |
| 20  | 9 novembre, 2008  | Children's Miracle Network Classic    | 66-69-64-64=263       | −25                   | 1 colpo  | Tommy Gainey                                           |
| 21  | 23 agosto, 2015   | Wyndham Championship (3)              | 64-66-69-64=263       | −17                   | 1 colpo  | Jason Gore                                             |

## Tornei Major

### Vittorie (1)
| Anno | Campionato       | 54 buche        | Punteggio di vittoria | Margine | Secondo        |
| ---- | ---------------- | --------------- | --------------------- | ------- | -------------- |
| 1997 | PGA Championship | Tied dal leader | −11 (66-71-66-66=269) | 5 colpi | Justin Leonard |